# Mahdarat al-Taysir
Mahdarat al-Taysir (arabisch محضرة التيسير, DMG maḥḍarat at-taisīr, auch: maḥẓarat at-taisīr) ist eine mauretanische Institution zur Lehre islamischer Theologie und islamischen Rechts  (ʿulūm ad-dīn), insbesondere die malikitische Rechtsschule, die arabische Sprache und die vorislamische Poesie (Dschāhilīya). Die Schule weist eine politisch neutrale Haltung auf.
Der mauretanische Großgelehrte Muhammad al-Ḥassan b. al-Khudaim gründete die Institution im Jahre 1974. Sie befindet sich in Tiguent, einer Stadt ca. 100 km südlich der Hauptstadt Nouakchott.
Der Gründer, seine Familie und viele andere Gelehrte unterrichten an der Institution mehr  als 400 Studierende. Sie verfügt auch über ein Studentenwohnheim.